# لیبوشوویتسه
لیبوشوویتسه (به چکی: Libošovice) یک منطقهٔ مسکونی در جمهوری چک است که در شهرستان ییچین واقع شده‌است.